# Pottaschenweiher
Der Pottaschenweiher ist ein Naturdenkmal in Schwedelbach, einer Ortsgemeinde im Landkreis Kaiserslautern in Rheinland-Pfalz. Das flächenhafte Naturdenkmal mit der Nr. ND-7335-253 liegt an der L 367 westlich von Schwedelbach.
Der Weiher ist durch eine reiche Ufer- und Gewässervegetation gekennzeichnet. Das massenhafte Vorkommen des Verkannten Wasserschlauchs (Utricularia australis) ist besonders hervorzuheben. Talabwärts schließt sich eine flache Wiesenmulde an, die durch einen unbefestigten Fahrweg abgetrennt ist. In ihrem zentralen Bereich gedeiht eine artenreiche Feuchtwiese.

## Geschichte
Der von Menschenhand geschaffene Pottaschenweiher verdankt seinen Namen seiner historischen Verwendung zur Auslaugung von Kaliumcarbonat. Nach dem Ende der Pottaschegewinnung ging das Stillgewässer in eine Nutzung als Fischweiher über. Heute ist er aufgrund zu geringer Wassertiefe nicht mehr für die Fischzucht geeignet.